# 美麗異小鱂
美麗異小鱂為輻鰭魚綱鯉齒目花鳉科的其中一種。

## 分布
本魚分布於美國北卡羅萊納州至路易斯安那州南部的溪流中。

## 特徵
本魚背上有一深色橫向條紋和許多亮斑，腹面和魚肚為銀白色，雄於有長的生殖孔。背鰭上有深色斑點，體長最小為2公分，體長最大可達3.6公分，是北美洲最小的魚類以及世界上最小的鱂魚。

## 生態
本魚棲息於長滿水草的靜止水域或半鹹水區域，屬雜食性，以蠕蟲、甲殼類和水草為食。

## 經濟利用
可作為觀賞魚，喜歡水草豐美的魚缸，宜單養。

## 外部連結
- Froese, R. & Pauly, D. (eds.) (2011). Heterandria formosa. FishBase. Version 2011-12.